# بيكوفو (بينزا)
بيكوفو (الروسية: Беково) هي مدينة في مقاطعة بانزا أوبلاست في روسيا.
بيكوفو هي مستوطنة حضرية (بلدة) تقع في منطقة بينزا في روسيا، وهي المركز الإداري لمنطقة بيكوفسكي. تقع على الضفة اليمنى لنهر خُبيور على بعد 154 كيلومترًا جنوب بينزا. 
معلومات إضافية: 
- الموقع: تقع في أقصى جنوب منطقة بينزا.

- السكان: يبلغ عدد سكانها حوالي 6,941 نسمة (تعداد 2010).
- الاقتصاد: غالبًا ما يرتبط اقتصاد بيكوفو بالزراعة.
- التاريخ: يعود تاريخ المنطقة إلى العصور القديمة، وتشتهر بيكوفو بكونها مركزًا إداريًا للمنطقة.
- النقل: يوجد في بيكوفو محطة سكة حديد، مما يجعلها متصلة بشبكة السكك الحديدية الروسية.
- الأنشطة الترفيهية: توجد في بيكوفو العديد من الأماكن الطبيعية والمنتزهات التي توفر فرصًا للترفيه في الهواء الطلق.